# レジー
レジー (Reggie, 本名：Sidney Iking Bateman、1993年3月13日 - ) は、アメリカ合衆国のプロレスラー、元アクロバット選手。

## 来歴
少年時代はアメリカンフットボールとバスケットボール、趣味でサーカス演技をプレーしていたが、16歳の時にギャンググループのクリップスに加入。友人を抗争内で亡くしたことをきっかけにギャングから足を洗いサーカス業に従事。シルク・ドゥ・ソレイユなどで活躍した。

### WWE
2020年1月14日、ベイトマンは、WWEと契約した。12月11日ベイトマンは、リングネームをReginald Thomasで、Reginaldへ変更した。2021年1月22日レジナルドは、デビューを果たした。レジナルドは、3月～7月まで、ナイア・ジャックスとシェイナ・べイズラーのチームを管理した。7月19日の夜レジナルドは、WWE・24/7王座を獲得した。7月30日、レジナルドは、リングネームをReggieへと変更した。11月8日レジーは、WWE・24/7王座をジェームス・カーティンに奪われた。レジーは、再び、WWE・24/7王座を取り戻した。そしてWWE・24/7王座をデイナ・ブルックに奪われた。そして、再びタイトルを取り戻したもののデイナ・ブルックに奪われた。
2023年7月18日のNXTにて、アクシオムを裏切って、ブロンコ・ニマ、ルシアン・プライスと共にギャングスタギミックのタッグチーム、アウト・ザ・マッド(OTM)を結成した。
2024年6月1日を以って契約満了により、WWEを退団。

## その他
2022年3月28日、レジーは、デイナ・ブルックと結婚した。

## 入場曲
- About That Time 現在使用中
- Encore
- Le Vin Vin